# Kaylan Marckese
Kaylan Marckese (ur. 22 kwietnia 1998) – amerykańska piłkarka grająca na pozycji bramkarki w angielskim klubie Arsenal.

## Kariera klubowa
Pierwszym europejskim klubem, dla którego grała był islandzki Selfoss W.F., z którym zdobyła superpuchar Islandii 2020. Następnie przeszła do duńskiego klubu HB Køge. Z klubem tym zdobyła dwa mistrzostwa Danii w sezonach 2020/2021 oraz 2021/2022. Ponadto występowała we wszystkich 8 meczach duńskiego klubu w rozgrywkach Ligi Mistrzyń UEFA sezonu 2021/2022. 
25 lipca dołączyła do angielskiego, pierwszoligowego klubu Arsenal.

## Sukcesy
Selfoss W.F.
- Superpuchar Islandii: 2020

HB Køge
- Mistrzostwo Danii: 2020/2021, 2021/2022